# Escape Velocity Nova
Escape Velocity Nova (EV Nova or EVN) es un videojuego de Ambrosia Software en colaboración con ATMOS. Es la "Trecuela" de Escape Velocity.

## Vistazo

### Género
Escape Velocity es un juego de rol en tercera persona ambientado en un universo futurista. En principio es mucho menos libre que sus precuelas, ya que tiene varias historias con finales definidos que pueden limitarte enormemente. Sin embargo, esto hace que ofrezca muchas más posibilidades.
El sistema de movimiento es fácil de entender, pero difícil de explicar:
Usando el mapa se puede saltar de sistema en sistema. Cada sistema tiene (o no) sus puertos donde puedes atracar la nave y acceder a distintos servicios ofrecidos por cada planeta. Dentro de un sistema puedes moverte libremente, pero solo hay planetas en el centro. El resto del sistema puede servir para alejarse de peleas, para pelear, para probar armas, conseguir mercancía de los asteroides etc, pero es absolutamente imposible ir de un sistema a otro sin saltar al hyperdrive (el equivalente del hiperespacio en la guerra de las galaxias). Moverse por un sistema no gasta combustible. Saltar de sistema a sistema sí. El combustible puede recargarse en los puertos o puede comparse, por mucho más dinero, a alguna otra nave que pase por el sistema.

### Trasfondo
EV Nova tiene lugar en un futuro en el que hemos colonizado la galaxia usando "hypergates" que permiten el viaje instantáneo entre sistemas estelares. Sin embargo, unos terroristas destruyeron estas puertas evitando la comunicación entre unas zonas y otras. La galaxia cayó entonces en una época obscura durante la que muchas subrazas de humanos evolucionaron aisladas hasta que llegó la tecnología de Hyperdrive (más rápido que la luz), permitiendo a la humanidad redescubrir la galaxia, ahora llena de imperios divididos, sistemas piratas, humanos evolucionados etc.

### Objetivos
El jugador empieza como un piloto autónomo en una nave pequeña y frágil, con el objetivo de hacer fortuna en la enorme galaxia. La primera cosa de la que hay que darse cuenta es de que hay muchos modos de jugar a EV Nova, este es el atractivo del juego. Por ejemplo: Un jugador que quiera dinero puede convertirse en comerciante, comprando y vendiendo mercancías en distintos mundos, en transportista, llevando gente y cargamentos de un lugar a otro, puede convertirse en pirata, en cazarrecompensas, puede conquistar planetas etc.

### Misiones e hilos argumentales
El juego tiene seis hilos argumentales principales, uno por cada facción. En el juego sin extensiones el jugador puede participar en sólo uno de ellos.
Inminscuirse en estos hilos argumentales es como jugar una historia escrita en segunda persona (Haces esto, lo otro, o lo de más allá.) Meterse en un hilo argumental, que puede no ser voluntario, fuerza a los jugadores a alinearse con una u otra facción, restringiendo su libertad, pero dándole acceso a armamento y naves más poderosas. Un solo hilo argumental puede durar varios días de juego, dependiendo de la experiencia del jugador y de su prisa: Nótese que, como en otros juegos (Vg: GTA, puedes dejar atrás el hilo argumental y dedicarte a tus propias labores).
Además de estos seis hilos principales hay otras historias menores, difíciles de encontrar, pero que no excluyen unas a las otras y que pueden dar grandes ventajas, como la habilidad de usar el sistema de "Hypergates". Algunos de estos hilos menores, sin embargo, enlazan con un hilo mayor.

### Naves y tecnología
El jugador empieza con una nave pequeña, con apenas espacio para mercancía y espacio para armas fútil. Puede comprar otras naves y mejorarlas con el dinero que consigue en comerciando o haciendo misiones que puede encontrar en las terminales de los planetas.
Hay multitud de naves donde elegir, desde grandes y poderosas, con bahías para otras naves a frágiles y rápidas sin apenas espacio para nada.

### Mods
Como los otrosjuegos de la serie, Nova permite a los que han comprado el juego crear sus propios mods, que pueden provocar cambios absolutos o mínimos. Pueden verse varios mods en 
los foros oficiales.
Aquí puede encontrarse dos mods que permiten a los jugadores transformar el juego en el Escape Velocity Original y en su secuela, EV Override, sólo disponibles en Macintosh.

## El juego
Escape Velocity Nova tiene lugar en un universo inmenso, con cientos de sistemas que contienen planetas donde, normalmente, puedes aterrizar. Cada sistema, excepto los inhabitados, está controlado por una facción y tiene un sistema para evaluar los crímenes o contribuciones del jugador a su sistema y a su facción.
El jugador puede saltar de sistema en sistema usando los caminos marcados en el mapa, puede usar agujeros de gusano que le transporten a un lugar al azar o puede utilizar las "hypergate" que se activarán a partir de una misión en concreto.
En el espacio, limitado a dos dimensiones, hay otras naves y asteroides con los que no es posible chocar. Sin embargo, se puede interactuar de diversas maneras:
Puedes comunicarte con las naves saludándolas, pidiéndolas ayuda, dándosela si te la piden o atacándoles y, en caso de ganarles, cuando están inutilizados, abordándoles.
Con los asteroides puedes resguardarte de ataques enemigos o destruirlos para conseguir materiales que vender en los planetas.

## Hilo argumental
El juego tiene lugar en una galaxia con varias civilizaciones con distintas culturas y habilidades. Hay tres facciones principales: Auroran, Federación y Polaris y varias más pequeñas.

### Federación

#### Historia
La federación es el último de una sucesión de gobiernos bajo el mandato de la Tierra. Los primeros exploradores que fueron más rápidos que la luz usaron aparatos conocidos como "hypergates", desarrollados por Omata Kane. Los humanos habitaron otros lugares habitables y formaron una organización conocida como El consejo Colonial. El consejo primero hizo contacto con los Vell-Os, un grupo de humanos telepáticos que habían dejado la tierra años atrás y habían conseguido tecnología telepática.
Un grupo de humanos dejaron el consejo y colonizaron estrellas detrás de la estrella Polaris. Cuando el consejo les encontró dejó claro que no permitiría ninguna interferencia y envió una delegación que desapareció. Entonces el consejo declaró la guerra a los Polaris. Los Vell-os, contrarios a la guerra, destruyeron la flota del consejo antes de que llegara a espacio Polaris y entonces la guerra se inició entre el consejo y los Vell-Os. Duró 50 años, durante los cuales el consejo bombardeó con bombas nucleares todos los planetas Vell-Os. Vell-os entonces decidió rendirse y todos los Vell-OS fueron esclavizados.
Cuando la guerra terminó, varias colonias se separaron del consejo y formaron el imperio Aurora. El consejo entonces empezó otra guerra para recuperar el control sobre las colonias perdidas. Un miembro del consejo, desencantado, dio a un grupo terrorista del imperio Aurora los códigos de las "Hypegate" y eliminó toda posibilidad de viaje interestelar.
Doscientos años después, las naves espaciales fueron capaces de alcanzar y sobrepasar la velocidad de la luz. Recontactaron entonces e intentaron recuperar los territorios perdidos. No tuvieron éxito y usaron sus recursos para formar La Federación.
La Federación creó un cuerpo conocido como el Despacho de investigaciones internas, conocido por investigar y destruir influencias subversivas en la federación, pero también por reunificar a la humanidad bajo el poder de la federación. Sus métodos ilegales y persuasivos han conseguido que muchos ciudadanos de la federación estén en rebelión abierta.

#### Población
La población de la Federación está en algún lugar entre los Polaris y los Auroras. Se hacen pocas referencias a la población de los mundos federales. Se dice que Snowmelt, en el sistema Fomalhaut es, después de la tierra, el planeta más poblado después de la tierra y tiene 10 000 millones de habitantes.

### Rebelión
La Rebelión está en guerra contra la Federación, particularmente contra el Bureau. Clama que ha cometido crímenes horribles y que controla la federación, por eso ha de ser apartada del poder. La rebelión odia matar a las mascotas del Bureau, pero sabe que no se puede luchar contra él sin acabar con las flotas federales. La rebelión es vital en todos los hilos argumentales principales.
Es más una facción ideológica que una política: Sólo tiene en su poder dos planetas y, en la federación, sólo Merrol, en Aldebarán está en Rebelión abierta.

### Aurora
El imperio Aurora es uno de los bloques principales del juego. Son los sistemas más poblados y menos tecnificados.
La población aurora es de 100 billones, ya quecada planeta tiene, al menos, una arcología capaz de albergar decenas de millones de personas y ya que los planetas originarios de cada familia tienen una población aproximada de 175.000 millones de habitantes. Debido a esto y a su baja tecnificación, los planetas Auroras tienen mucha contaminación y sufren superpoblación, por lo que, en el imperio Aurora, están muy interesados en conquistar nuevos planetas.
El imperio Aurora consiste en cinco familias ((Moash, Heraan, Tekel, Dani y Vella)), cada una de las cuales lucha continuamente con las otras. Además hay sistemas que no pertenecen a ninguna familia, gobernados por el gobierno central aurora. A sus guerreros les encanta meterse en luchas "honorables" y tatuase y sus barcos tenen una armadura muy pesada. Las armas de los auroras también son muy pesadas, pero hacen mucho daño.

### Polaris

#### Historia
Son una raza de humanos tecnológicamente (y telepáticamente) avanzados que rompieron con el concilio colonial años atrás. Su nombre proviene de Kerrel Polaris, el hombre que organizó la primera expedición en dirección a la estrella Polar, aunque nunca la empezó, pues murió tres días antes de que esta partiera. Los Polaris conocen a los extraterrestres, los Wraith y siempre que los encuentran terminan peleando con ellos debido al aislacionismo Polaris. Ese aislacionismo también es el que le hizo tener problemas con el concilio colonial, destruyendo una flota federal al interpretar que una flota diplomática era guerrera. Esto provocó que el concilio colonial enviara una flota invasora, que fue destruida por los Vell-os, otra raza de la que se hablará más adelante. Esto desvió la atención del concilio a los Vellos y los Polaris siguieron tranquilos.
Las "hypergates"de los Polaris siguieron activas aun cuando las del concilio fueran destruidas, permitiendo a los Polaris avanzar tecnológicamente. Así que, 500 años después, cuando la federación (sucesora del Concilio) envió una fuerza militar al espacio Polaris, esta fue masacrada.

#### Technología
Mucha de la biotecnología de los polaris fue adquirida haciendo ingeniería inversa a los Wraith. Los científicos Polaris descubrieron como usar cañones Polarón para crear torpedos que causaran mucho daño y pesaran muy poco.

#### Society
The Polaris have six separate castes, set up so that the skills of an individual can be best utilized by the caste he or she becomes a member of. The six castes are as follows:
Los polaris tienen seis castas separadas en función de las habilidades de cada individuo. Son las siguientes:
	Nil'kemorya: La casta de los guerreros, cuyos miembros consideran que sus vidas ya están perdidas y no dudan en luchar para proteger su sociedad.
	Mu'hari: La casta multipropósito, que tienen que asistir a cualquier miembro de otra casta si lo pide. A esta casta pertenecen todos los jueces y espías de los Polaris. Aunque son los más versátiles, se consideran los peores, ya que los miembros de esta casta son los que no pueden ser miembros de ninguna otra.
	Kel'ar'iy: La casta líder, cuyos miembros han de tener, al menos, 100 años.
	Tre'pira: La casta trabajadora, cuyos miembros son los más puros de todas las castas
	P'aedt: La casta científica, cuyos miembros investigan para mejorar la tecnología actual y desarrollar alguna nueva.
	Ver'ash: La casta médica/ingeniera: Antes eran dos castas separadas, pero como la biotecnología fue mejorándose no había necesidad de separarlos

#### Población
Aun estando dispersos por treinta sistemas, los polaris son pocos. El líder de los guerreros, Iusia, expresa en un momento del juego su lástima por una guerra civil que terminó con tres millones de Polaris, un uno por ciento de su población. De aquí deducimos que la población Polaris es mucho menor de 300 millones, que no es nada comparado con los miles de millones de otros gobiernos.

### Vell-os
Son una raza telepática llevados al espacio por un príncipe indio llamado Vell-os. No tienen naves, sino que vuelan en proyecciones psíquicas hechas por los Vellos que los pilotan. Clasifican a los Vellos y a los humanos en siete tipos. Todos los humanos normales son de tipo 6 (T6). Empiezan a tener niveles telepáticos en T5, y así continúan hasta el nivel más alto, el T0. Eran miembros del concilio colonial hasta que se opusieron a la matanza de los Polaris por crímenes que no habían cometido. Fueron esclavizados por el Bureau.
Además, el Bureau evacuó a los Vellos al espacio federal y destruyó todos los mundos Vellos con armas nucleares. Los líderes Vellos escaparon de la esclavitud fusionando sus cuerpos y llegando a ser inmensos, inmortales y telepáticos.
Desde el hilo argumental de los Auroras o de los Polaris es posible liberar a los Vellos.

#### Armamento
Los Vellos no pueden comprar armamento normal aparte de mercenarios, pero tienen sentidos naturales que suplen el descodificador de hostilidad, el sensor gravimétrico etc

### Piratas
En EVN hay distintos tipos depiratas, los normales, que son fuertes y peligrosos y que abundan en el norte de la Federación, los Marauders, que tienen, normalmente, naves pequeñas, naves civiles poco modificadas, sin líder ni gobierno real y son repudiados por todos los demás, incluso por las otras facciones piratas.
También está la asociación de comerciantes libres, que es una organización menguante cuyo enemigo principal es el gremio de comerciantes libres. Han creado su propio tipo de naves modificando fuertemente naves civiles. Hicieron un tratado con la federación que resultó ser una emboscada y estos, ayudados del gremio de librecomerciantes, les destruyeron gran parte de su flota y su nave estrella, el Unrelenting. Desde entonces son enemigos del Bureau, aunque no están en guerra abierta con la federación. Uniéndose a ellos es posible conseguir el Unrelenting.

#### Gremio de comerciantes libres
Son los piratas más preocupantes y organizados. Tienen su propio gobierno y su propio líder: Mc Gowan. Aunque enemigos de la Federación, tienen lazos con el Bureau.

#### Houseless Warriors
Son los guerreros exiliados auroras. Son equivalentes a los piratas comunes de la federación y tienen sus mismos métodos. Tienen su base en un campo de asteroides y su flota consiste en naves aurora.

## Críticas y comparaciones
Es demasiado forzoso con los hilos argumentales. Vg: En la primera mitad de la historia Vellos, el jugador es un esclavo que no puede cambiar de nave o hacer submisiones.
Es demasiado forzoso con la visión de un jugador, ya que intenta contar una historia a través del texto de las misiones y habla del carácter del personaje que podría no coincidir con el carácter del jugador. Al jugador se le dan muy pocas elecciones sobre cuestiones morales como y cuando usar la fuerza y cuando defender o abandonar planetas . La personalidad de un personaje está determinada por el hilo argumental: En la línea aurora, el personaje es un guerrero que alude al honor constantemente, en la historia Polaris eres una especie de mesías asiático, etc. Además, el texto de las misiones dice lo que el personaje dice o piensa.
Es confuso a la hora de escoger un hilo argumental. El personaje normalmente no tiene idea de a que facción está adhiriéndose porque la primera misión no avisa y pronto cierra las otras sucesiones de misiones.
No está equilibrado: Algunas estrategias, como entrar con Cambrians en territorio federal da al jugador acceso rápido a recursos ilimitados y a armamento. No son obvias, pero una vez descubiertas hacen el juego demasiado fácil.
Hay muertes frecuentes e inevitables que hacen que cargar partida sea constante. Es posible evitar la muerte usando una cápsula de escape, pero también causa que todas las misiones se pierdan y s puede provocar que los hilos argumentales principales lleguen a ser permanentemente inaccesibles.
Las misiones son básicamente iguales: consisten en viajar por la galaxia y aterrizar en n planeta, destruir un barco o una flota y, rarísimamente, abordar a alguna otra nave

## Juegos similares
- Flatspace
- Space Rangers Series
- Star Sonata
- Starscape
- Star Control Series